# Bulevard Saint-Germain

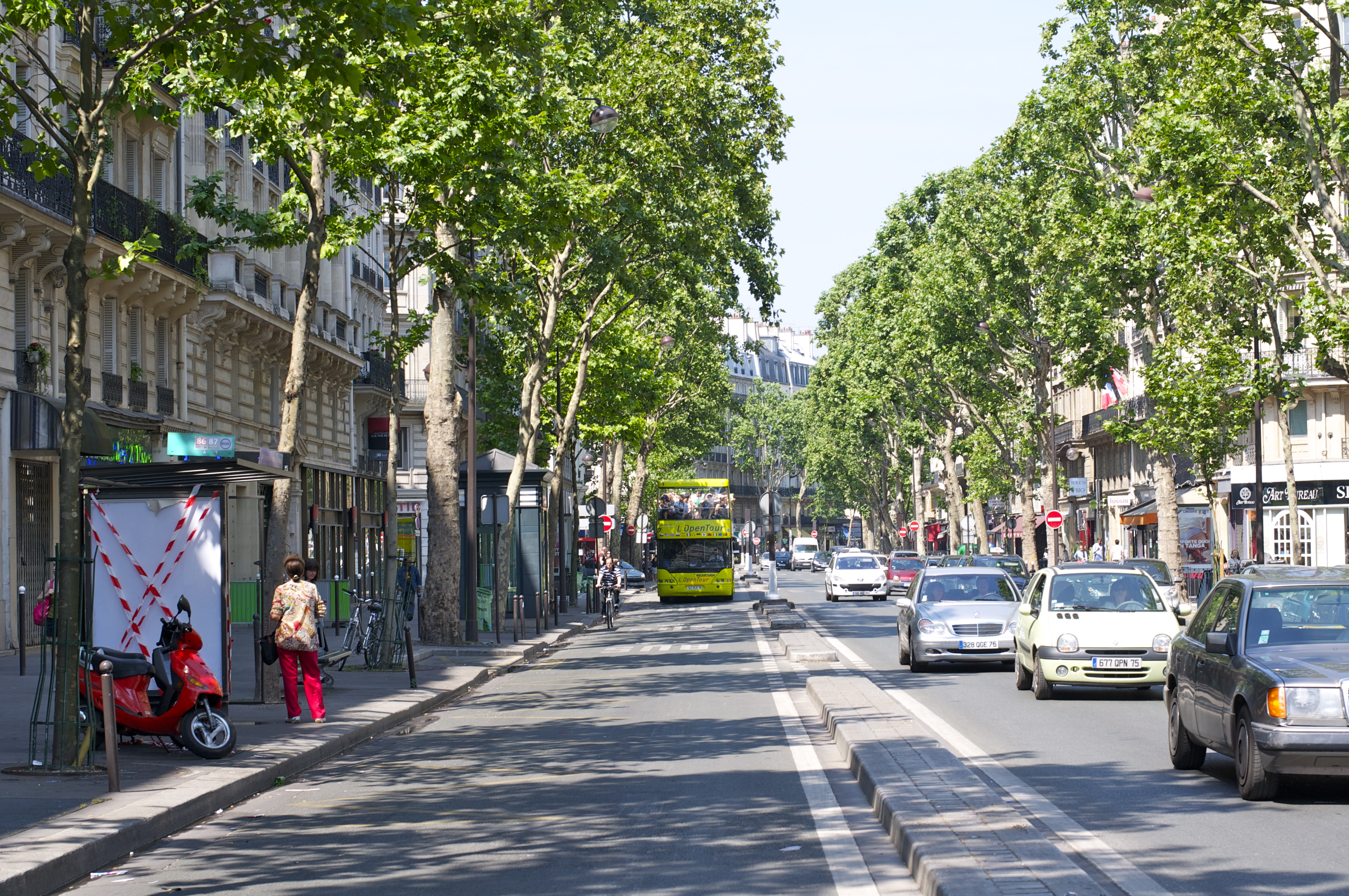
Boulevard Saint-Germain al 5è districte

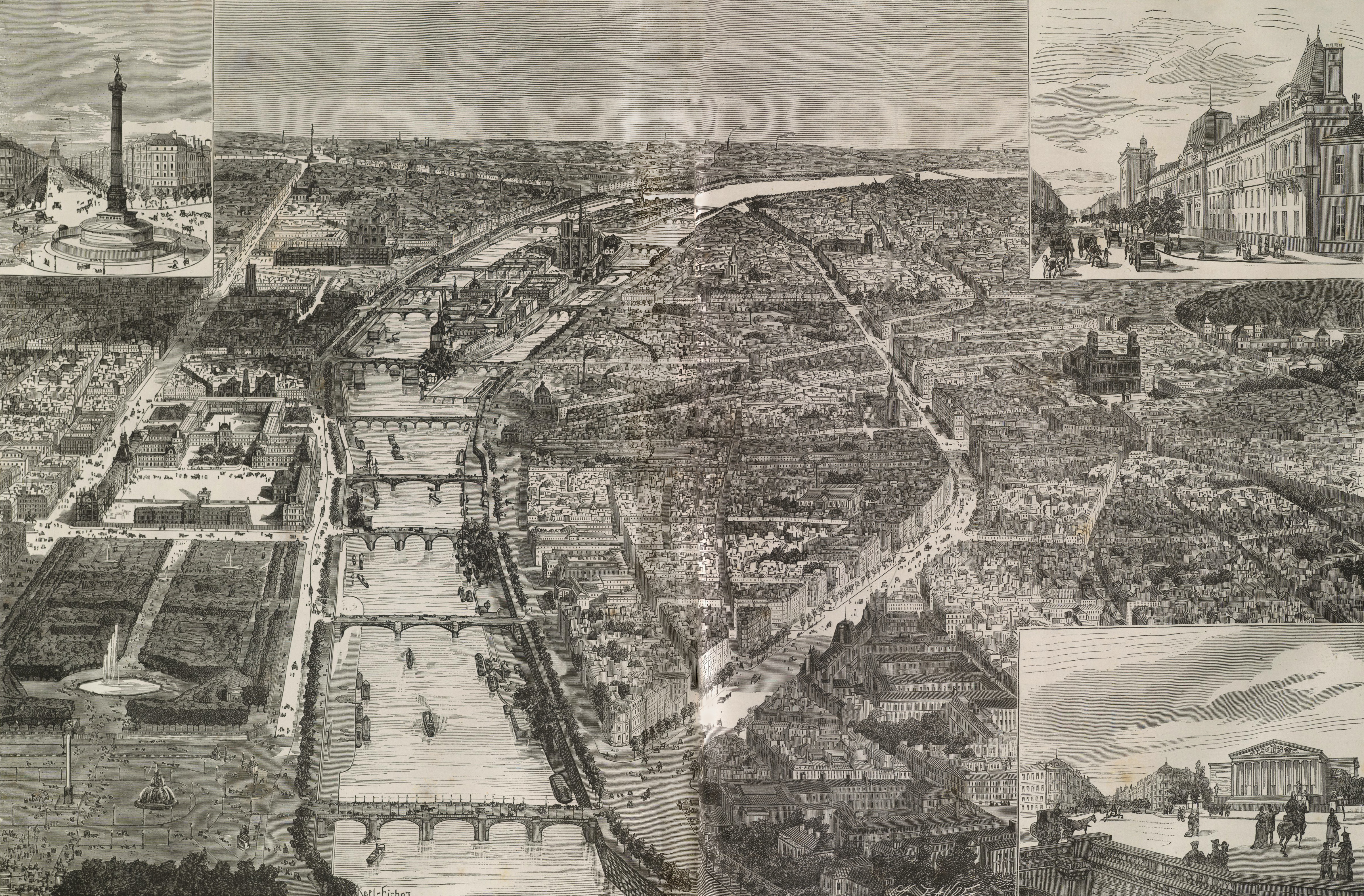
Vista d'ocell de París (1878) amb el nou Boulevard Saint-Germain a la dreta

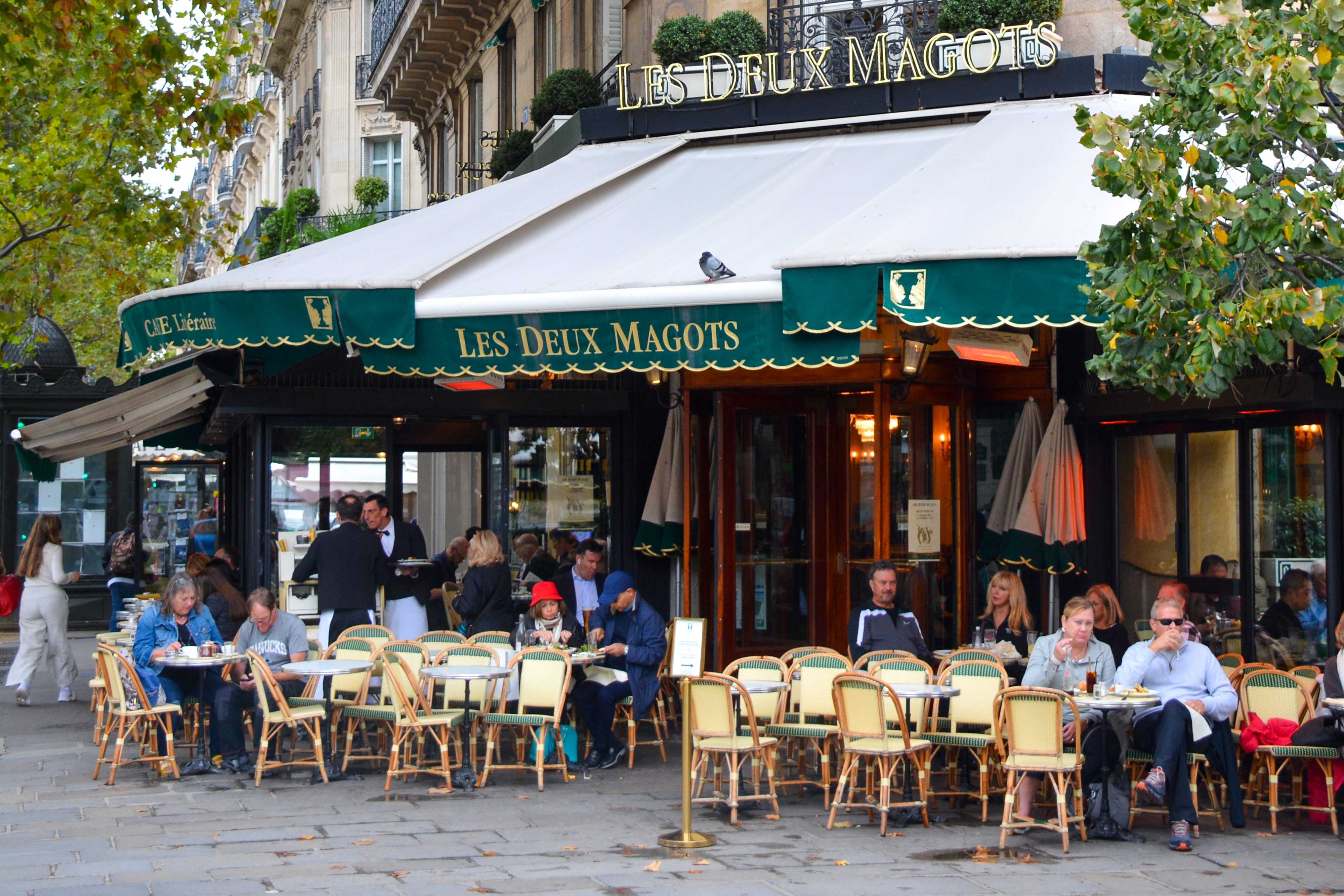
Les Deux Magots

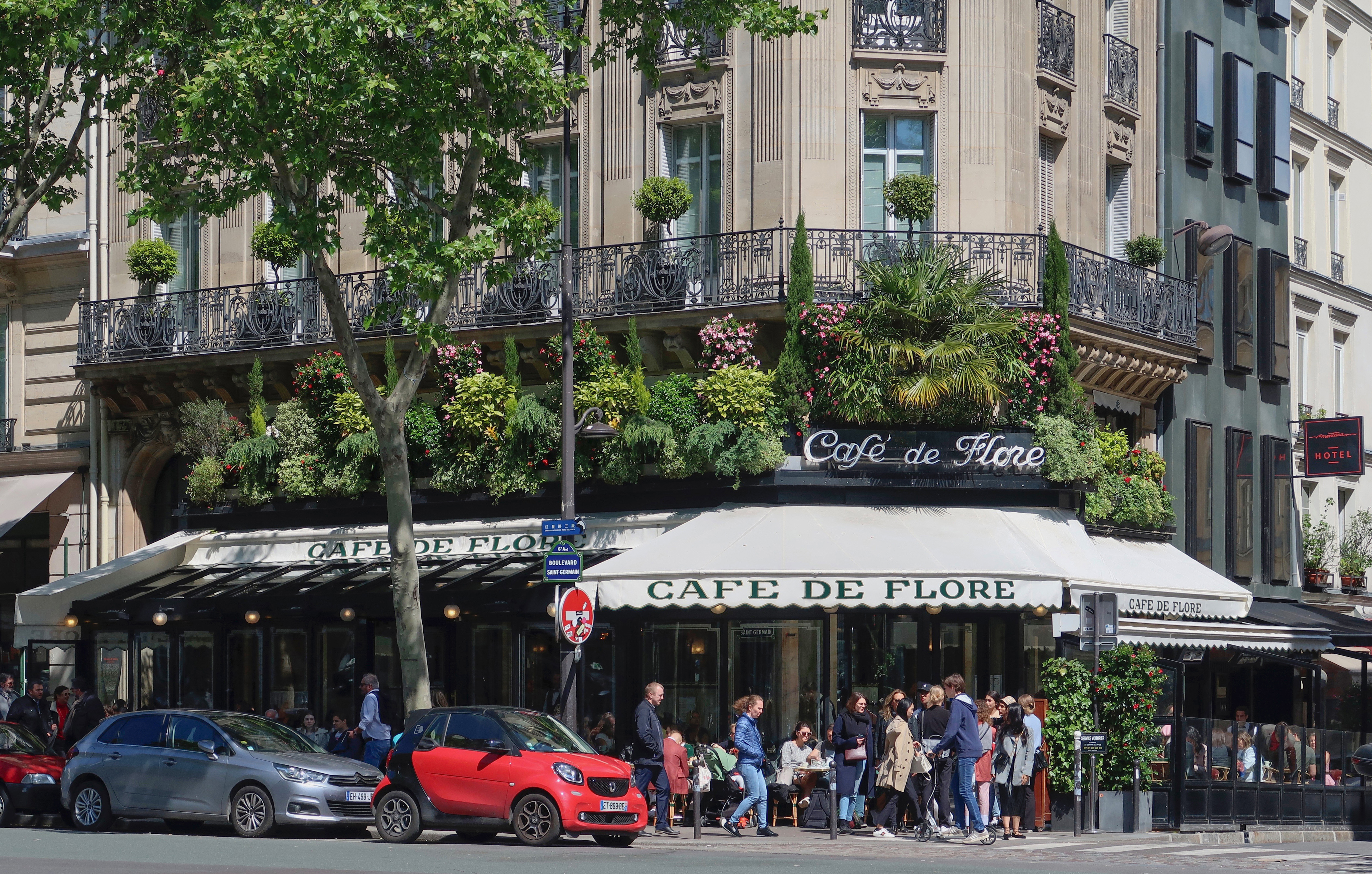
Café de Flore

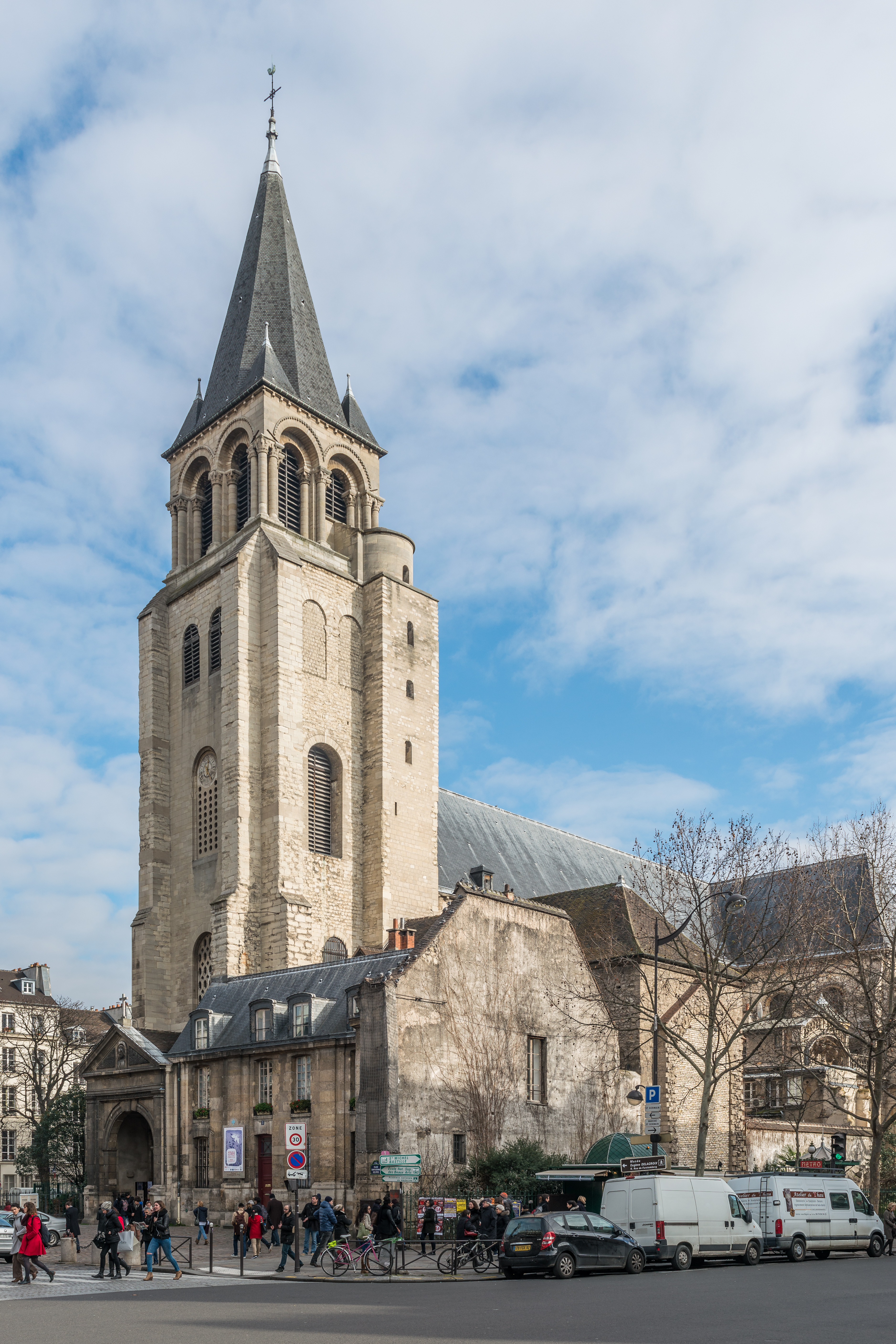
Església abacial de Saint-Germain-des-Prés amb el campanar

El Boulevard Saint-Germain  és un carrer important de París a la Rive Gauche del Sena.
Segueix una línia corba en un arc de 3,5 quilòmetres (2,1 milles) des del Pont de Sully a l'est (el pont a la vora de l'Île Saint-Louis ) fins al Pont de la Concorde (el pont a la plaça de la Concorde ) a la oest i travessa els districtes 5è, 6è i 7è. En el seu punt mig, el boulevard és travessat pel nord-sud Boulevard Saint-Michel. El bulevard és més famós per creuar el barri de Saint-Germain-des-Prés d'on deriva el seu nom.

## Història
El Boulevard Saint-Germain era la part més important de la renovació de París per part d'Haussmann (dècada de 1850 i 60) a la riba esquerra. El bulevard va substituir nombrosos carrers petits que s'aproximaven al seu camí, incloent, d'oest a est (fins a l'actual Boulevard Saint-Michel), la Rue Saint-Dominique, Rue Taranne, Rue Sainte-Marguerite, Rue des Boucheries i Rue des Cordeliers. Un punt de referència eliminat per donar pas al projecte va ser la presó de l'Abadia de Saint-Germain-des-Prés que es trobava íntegrament al que ara és el bulevard, just a l'oest del que ara és el Passage de la Petite Boucherie.
El boulevard deriva el seu nom de l'església de Saint-Germain-des-Prés que data de l'edat mitjana. Aquesta zona al voltant del bulevard també es coneix com el Faubourg ("Afores") Saint-Germain que es va desenvolupar al voltant de l'abadia.
Al segle XVII, el barri de Saint-Germain es va convertir en un lloc important per a cases de poble nobles, o hôtels particuliers. Aquesta reputació va continuar al llarg del segle XIX, on l'antiga aristocràcia del barri de Saint-Germain es contrasta amb freqüència amb la nova alta burgesia de la Ribera Dreta, amb les seves cases al Boulevard Saint-Honoré o als Camps Elisis (com s'ha dit, per exemple, a les novel·les d'Honoré de Balzac i Marcel Proust ).
Des de 1908 fins a l'esclat de la Segona Guerra Mundial, el número 195 va ser la seu de l'Office international d'hygiène publique, avantpassat de l'OMS.
A partir de la dècada de 1930, Saint-Germain s'ha relacionat amb la seva vida nocturna, els cafès i els estudiants (el bulevard travessa el Barri Llatí ). Seu d'una sèrie de cafès famosos, com ara Les Deux Magots i Café de Flore, el barri de Saint-Germain va ser el centre del moviment existencialisme més relacionat amb Jean-Paul Sartre i Simone de Beauvoir. El 27 de març de 2000, això va ser commemorat per la ciutat de París que va canviar el nom de la zona davant de l'església de Saint-Germain, a la intersecció del Boulevard Saint-Germain i la Rue Bonaparte, la plaça Jean-Paul Sartre i Simone de Beauvoir.
Després de la Segona Guerra Mundial, el Boulevard Saint-Germain esdevé el lloc intel·lectual i cultural de la vida parisenca. Filòsofs, autors i músics omplien les discoteques i les brasseries que voregen el bulevard.
El bulevard avui és un pròsper carrer comercial de gamma alta amb botigues des d'Armani fins a Rykiel. Els cafès continuen sent llocs per a reunions intel·lectuals i polítiques i la vida nocturna continua prosperant. A prop hi ha l'Institut d'études politiques ("Sciences Po") i el College des Ingenieurs.

## Adreces notables
Al 184 Boulevard Saint-Germain es troba la Société de Géographie, la societat geogràfica més antiga del món, fundada l'any 1821 per von Humboldt, Chateaubriand, Dumont d'Urville, Champollion entre d'altres. Té la seva seu aquí des de 1878. L'entrada està marcada per dues cariàtides gegantines que representen la Terra i el Mar. Va ser aquí, l'any 1879, on es va decidir la construcció del canal de Panamà. Actualment l'edifici acull Ipag - école supérieure de commerce.

## Vestigis d'antics carrers
Encara avui queden alguns vestigis dels carrers eliminats per donar pas al Bulevard. Encara hi ha alguns trams de carrers originals, per exemple, l'actual Rue Gozlin, que forma part de l'antiga Rue Sainte-Marguerite, que ara consta d'un únic bloc molt curt entre la Place du Quebec (a la Rue Bonaparte) i la Rue. des Ciseaux.
Així mateix, parts dels carrers originals s'han mantingut més o menys en el seu estat original, però incorporats a la rambla com a trams curts i estrets separats de la rambla principal per una illa de trànsit. Per exemple, hi ha el costat sud del bulevard a la plaça Henri Mondor, al sud de l'estació de metro d'Odeon, que és l'antiga Rue des Cordeliers (més tard rebatejada Rue de l'Ecole de Medecine) i una prolongació de l'actual Rue de L'Ecole de Médecine, però ara es considera com el Boulevard Saint-Germain. Un altre exemple és el costat sud del bulevard just a l'est de la Rue des Ciseaux, que s'allarga l'actual Rue Gozlin, antiga Rue Sainte-Marguerite. El costat nord de la Rue Gozlin i aquest petit tram que l'estén representen exactament quant més al sud s'estenia l'abadia abans de la creació del Boulevard Saint-Germain.
En alguns trams de la rambla es va conservar un costat de l'antic carrer i els edificis són molt més antics que les façanes haussmannianes que comprenen la majoria de la resta d'edificis de la rambla. Per exemple, els edificis del costat nord del bulevard entre la Rue de Buci i la Rue de Seine són el costat nord original de l'antiga Rue des Boucheries (anomenada Rue de l'Ecole de Medecine el 1846).
Al número 175 del Boulevard Saint-Germain, a la cantonada de la Rue des Saint-Peres, hi ha un edifici construït originalment el 1678 i que encara porta el cartell de la Rue Taranne.